# 福建省教育厅
福建省教育厅是中华人民共和国福建省人民政府主管教育事务的组成部门。

## 组织机构

### 内设机构
1. 办公室（省委教育工委办公室）
2. 政策法规处
3. 发展规划处
4. 人事处
5. 财务处
6. 基础教育处
7. 职业教育与成人教育处
8. 高等教育处（省学位委员会办公室）
9. 科学技术处
10. 体育卫生与艺术教育处
11. 对外合作处
12. 学生工作处
13. 教育督导处（省政府教育督导办公室）
14. 学校安全工作处（省未成年人保护委员会办公室）
15. 语言文字工作处（省语言文字工作委员会办公室）
16. 机关党委
17. 离退休干部工作处[1]

### 直属事业单位
- 福建省教育考试院
  - 福建省高招办
  - 福建省自考办
  - 福建省会考办
- 福建省教育装备与基建中心
- 福建省教育科学研究所
- 福建省普通教育教学研究室
- 福建省电化教育馆
- 福建省职业技术教育中心
- 福建教育电视台
- 福建教育杂志社
- 福建船政交通职业学院
- 福建信息职业技术学院
- 福建水利电力职业技术学院
- 福建林业职业技术学院
- 福建农业职业技术学院
- 福建卫生职业技术学院
- 福建幼儿师范高等专科学校
- 厦门海洋职业技术学院
- 福建生物工程职业技术学院
- 福建工业学校
- 福建理工学校
- 福建建筑学校
- 福建省邮电学校
- 福建第二轻工业学校
- 福州第一中学
- 福州实验小学